# Parafia Świętego Krzyża w Trenton
Parafia Świętego Krzyża w Trenton (ang. Holy Cross Parish) – parafia rzymskokatolicka położona w Trenton w stanie New Jersey w Stanach Zjednoczonych.
Była ona wieloetniczną parafią w diecezji Trenton, z mszą św. w j. polskim dla polskich imigrantów.
Ustanowiona w 1891 roku i dedykowana Świętemu Krzyżowi.
W 2005 roku, razem z parafią św. Stanisława i parafią Świętych Apostołów Piotra i Pawła, weszła w skład, nowo utworzonej, parafii Miłosierdzia Bożego. Siedzibą parafii jest Kościół Krzyża Świętego.